# Kamil Mokrzki
Kamil Mokrzki (ur. 29 października 1991 w Płocku) – polski piłkarz ręczny, środkowy rozgrywający, od 2014 zawodnik Gwardii Opole.

## Kariera sportowa
Wychowanek Wisły Płock, w barwach której zadebiutował w sezonie 2009/2010 w Ekstraklasie. W sezonie 2010/2011, w którym rozegrał trzy mecze i rzucił pięć goli, zdobył z płockim klubem mistrzostwo Polski. Występował wtedy jednak przede wszystkim w drugim zespole Wisły, będąc jego najlepszym strzelcem w I lidze – w 16 meczach rzucił 115 bramek. W latach 2011–2014 był zawodnikiem Górnika Zabrze, z którym w sezonie 2013/2014 wywalczył brązowy medal mistrzostw Polski.
W 2014 przeszedł do Gwardii Opole, z którą w sezonie 2014/2015 awansował do Superligi. W sezonie 2015/2016, w którym rozegrał 27 meczów i zdobył 100 goli, był najlepszym strzelcem Gwardii w najwyższej klasie rozgrywkowej. W sezonie 2016/2017 wystąpił w 28 meczach i rzucił 86 bramek. W sezonie 2017/2018 rozegrał w Superlidze 34 spotkania, w których zdobył 136 goli, a także został nominowany, obok Deana Bombača i Jakuba Morynia, do nagrody dla najlepszego środkowego rozgrywającego ligi. Ponadto w sezonie 2017/2018 wystąpił w czterech meczach Pucharu EHF, w których rzucił 10 bramek. W sezonie 2018/2019 rozegrał w Superlidze 11 spotkań i zdobył 30 goli. W grudniu 2018 na treningu reprezentacji Polski uszkodził więzadła krzyżowe, co wykluczyło go z gry na kilka miesięcy.
W 2009 uczestniczył w otwartych mistrzostwach Europy U-19 w Göteborgu. W kwietniu 2010 wystąpił w dwóch meczach eliminacyjnych do mistrzostw Europy U-20, w których rzucił pięć bramek. W styczniu 2011 wziął udział w turnieju eliminacyjnym w belgijskim Angleur do mistrzostw świata U-21.
W grudniu 2011 wystąpił w barwach reprezentacji Polski B w turnieju Christmas Cup na Słowacji, podczas którego zdobył cztery bramki w trzech meczach. Do gry w kadrze B powrócił w kwietniu 2016 – wystąpił wówczas w dwumeczu z Norwegią B, w którym rzucił sześć goli, oraz dwumeczu z Węgrami B.
W grudniu 2018 został powołany przez trenera Piotra Przybeckiego do reprezentacji Polski na zgrupowanie i mecz towarzyski z Niemcami, w którym nie wystąpił ze względu na uraz kolana.

## Sukcesy
Wisła Płock
- Mistrzostwo Polski: 2010/2011

## Statystyki
| Wisła Płock                     | 2009/2010 | Ekstraklasa | 11  | 12  | 1,1 |
| Wisła Płock                     | 2010/2011 | Superliga   | 3   | 5   | 1,7 |
| Wisła Płock                     | Razem     | Razem       | 14  | 17  | 1,2 |
| Górnik Zabrze                   | 2011/2012 | Superliga   | 28  | 90  | 3,2 |
| Górnik Zabrze                   | 2012/2013 | Superliga   | 25  | 60  | 2,4 |
| Górnik Zabrze                   | 2013/2014 | Superliga   | 18  | 13  | 0,7 |
| Górnik Zabrze                   | Razem     | Razem       | 71  | 163 | 2,3 |
| Gwardia Opole                   | 2014/2015 | I liga      | 25  | 70  | 2,8 |
| Gwardia Opole                   | 2015/2016 | Superliga   | 27  | 100 | 3,7 |
| Gwardia Opole                   | 2016/2017 | Superliga   | 28  | 86  | 3,1 |
| Gwardia Opole                   | 2017/2018 | Superliga   | 34  | 136 | 4   |
| Gwardia Opole                   | 2018/2019 | Superliga   | 11  | 30  | 2,7 |
| Gwardia Opole                   | Razem     | Razem       | 125 | 422 | 3,4 |
| Stan na koniec sezonu 2018/2019 |           |             |     |     |     |